# Säter
Säter este un oraș în Suedia.

## Demografie
| \| Evoluția demografică a zonei urbane Säter, 1970–2015 \| Evoluția demografică a zonei urbane Säter, 1970–2015 \| Evoluția demografică a zonei urbane Säter, 1970–2015 \| Evoluția demografică a zonei urbane Säter, 1970–2015 \| Evoluția demografică a zonei urbane Säter, 1970–2015 \| \| --------------------------------------------------------------------------------------- \| ---------------------------------------------------- \| ---------------------------------------------------- \| ---------------------------------------------------- \| ---------------------------------------------------- \| \| An \| \| \| Locuitori \| \| \| 1970 \| 1970 \| \| 3.973 \| 3.973 \| \| 1975 \| 1975 \| \| 4.297 \| 4.297 \| \| 1980 \| 1980 \| \| 4.710 \| 4.710 \| \| 1990 \| 1990 \| \| 5.015 \| 5.015 \| \| 1995 \| 1995 \| \| 4.847 \| 4.847 \| \| 2000 \| 2000 \| \| 4.479 \| 4.479 \| \| 2005 \| 2005 \| \| 4.438 \| 4.438 \| \| 2010 \| 2010 \| \| 4.429 \| 4.429 \| \| 2015 \| 2015 \| \| 4.613 \| 4.613 \| \| Sursa: SCB - Statistika Centralbyrån, Folkmängden per tätort. Vart femte år 1960 - 2016 \| \| \| \| \| |      |  |           |       |
| Evoluția demografică a zonei urbane Säter, 1970–2015 |      |  |           |       |
| An |      |  | Locuitori |       |
| 1970 | 1970 |  | 3.973     | 3.973 |
| 1975 | 1975 |  | 4.297     | 4.297 |
| 1980 | 1980 |  | 4.710     | 4.710 |
| 1990 | 1990 |  | 5.015     | 5.015 |
| 1995 | 1995 |  | 4.847     | 4.847 |
| 2000 | 2000 |  | 4.479     | 4.479 |
| 2005 | 2005 |  | 4.438     | 4.438 |
| 2010 | 2010 |  | 4.429     | 4.429 |
| 2015 | 2015 |  | 4.613     | 4.613 |
| Sursa: SCB - Statistika Centralbyrån, Folkmängden per tätort. Vart femte år 1960 - 2016 |      |  |           |       |